# Silnik gaźnikowy
Silnik gaźnikowy – silnik spalinowy o zapłonie iskrowym, w którym mieszanka paliwowo-powietrzna wytwarzana jest w gaźniku.
Obecnie coraz rzadziej spotykany ze względu na powszechne zastępowanie gaźnika układami wtryskowymi, które pozwalają na precyzyjne sterowanie ilością wtryskiwanego paliwa (utrzymanie wartości współczynnika nadmiaru powietrza na odpowiednim poziomie). Utrzymywany w wąskich granicach współczynnik nadmiaru powietrza umożliwia zastosowanie katalizatorów trójfunkcyjnych i utrzymanie emisji toksycznych składników spalin na bardzo niskim poziomie (znacznie niższym niż w przypadku zasilania gaźnikowego).